# Diocese de Villa de la Concepción del Río Cuarto
A Diocese de Villa de la Concepción del Río Cuarto (em latim: Dioecesis Rivi Quarti Immaculatae Conceptionis) é uma diocese localizada na cidade de Río Cuarto, pertencente a Arquidiocese de Córdoba na Argentina. Foi fundada em 20 de abril de 1934 pelo Papa Pio XI. Com uma população católica de 466.820 habitantes, sendo 95,3% da população total, possui 52 paróquias com dados de 2017.

## História
A Diocese de Río Cuarto foi criada no mesmo dia da diocese de La Rioja em 20 de abril de 1934, a partir da então diocese de Córdoba, que por sua vez foi elevada à condição de arquidiocese no mesmo dia. Em 12 de julho de 1995 a diocese foi alterada para Diocese de Villa da Conceição do Rio Cuarto. 

## Lista de bispos
A seguir uma lista de bispos desde a criação da diocese. 
|                 | Nome                       | Período    | Notas                      |
| Bispo           | Bispo                      | Bispo      | Bispo                      |
| --------------- | -------------------------- | ---------- | -------------------------- |
| 6º              | Adolfo Armando Uriona      | 2014-atual |                            |
| 5º              | Eduardo Eliseo Martín      | 2006-2014  | Nomeado Arcebispo Rosário  |
| 4º              | Ramón Artemio Staffolani   | 1992-2006  |                            |
| 3º              | Adolfo Roque Esteban Arana | 1984-1992  |                            |
| 2º              | Moisés Julio Blanchoud     | 1962-1984  | Nomeado Arcebispo de Salta |
| 1º              | Leopoldo Buteler           | 1934-1961  |                            |
| Bispo-coadjutor |                            |            |                            |
|                 | Ramón Artemio Staffolani   | 1990-1992  |                            |
| Bispo-auxiliar  |                            |            |                            |
|                 | Moisés Julio Blanchoud     | 1960-1982  |                            |